# Іво Шушак
Іво Шушак (хорв. Ivo Šušak, нар. 10 червня 1948, Широкі Брієг) — хорватський футбольний тренер.

## Кар'єра тренера
Іво Шушак народився в 1948 році в Широкому Брієгу (нині — Боснія і Герцеговина) і переїхав до Загреба в середині шістдесятих років, закінчивши в Університет фізичного виховання Загребського університету. Він почав тренувати в «Кемічарі» (Загреб), де був тренером вікових груп між 1971 і 1975 роками. Після цього він став тренером загребського «Динамо», де в основному тренував молодь, а потім працював із загребським «Єдинством» та «Динамо» з Вінковців.
1989 року став головним тренером команди «Загреб», тренував загребську команду три роки. За цей час виграв свою групу в Третій лізі Югославії, а через рік став переможцем Другої ліги, після чого привів команду до другого місця у першому чемпіонаті Хорватії після здобуття країною незалежності.
У сезоні 1992/93 Шушак працював з аутсайдером словенської Першої ліги командою «Ізола», врятувавши команду від вильоту, після чого повернувся до Хорватії, очоливши «Осієк». Керуючи «Осієком» у сезоні 1994/95 років допоміг команді у своїй історії кваліфікувалися до Кубка УЄФА.
У 1995 році він став головним тренером загребського клубу «Хрватскі Драговоляц», після чого з 1997 по 2000 рік Шушак працював із молодіжною збірною Хорватії, яку вивів на молодіжний чемпіонат Європи 2000 року. На самому турнірі хорвати виступили вкрай невдало і посіли останнє місці у групі, після чого Шушак покинув посаду. Паралельно був одним із асистентів головного тренера національної команди Мирослава Блажевича на чемпіонаті світу 1998 року у Франції.
Під час сезону 2000/01 він тренував «Марибор» і виграв з клубом чемпіонат Словенії, таким чином ставши першим іноземним тренером з титулом чемпіона Словенії.
У 2002 році був призначений головним тренером грузинського «Динамо» (Тбілісі), який спочатку привів до чемпіонства, а через рік виграв кубок країни. З ініціативи тодішнього президента Федерації футболу Грузії Мераба Жорданія 8 квітня 2003 року також був запрошений паралельно на посаду тренера збірної Грузії. Під його керівництвом грузини провели два матчі, обидва пройшли в рамках відбірного турніру Чемпіонату Європи 2004 року. У першому Грузія домоглась історичного успіху, перемігши збірну Росії, але у другому поступилася Ірландії. Однак через складність суміщення роботи з тренуванням «Динамо» врешті-решт було вирішено не суміщати його функції і 5 серпня 2003 року хорват покинув збірну. У складі тбіліського «Динамо» виграв Кубок Співдружності у Москві 2004 року і того ж року покинув команду. 
2005 року став головним тренером команди «Осієк» і тренував команду з Осієка один рік.
У грудні 2008 року став першим тренером вірменського клубу «Міка», який очолював до літа 2009 року.
З 28 травня по 14 вересня 2010 року знову тренував «Загреб».
У 2011–2013 роках він вдруге очолював молодіжну збірну Хорватії, з якою не зумів кваліфікуватись на молодіжний чемпіонат Європи 2013 року, посівши передостаннє місце у групі відбору.
Останнім місцем тренерської роботи був клуб «Осієк», головним тренером команди якого Іво Шушак був з лютого по червень 2015 року. З 2016 року став працювати в академії «Динамо» (Загреб).

## Титули і досягнення
- Чемпіон Словенії (1):

«Марибор»: 2000/01
- Чемпіон Грузії (1):

«Динамо» (Тбілісі): 2002/03
- Володар Кубка Грузії (1):

«Динамо» (Тбілісі): 2003/04